# 阿卜杜勒-马利克·塞拉勒
阿卜杜勒-马利克·塞拉勒（羅馬化：ʿAbd al-Mālik Silāl；1948年8月1日—），阿尔及利亚政治人物，2012年9月3日至2017年5月24日担任阿尔及利亚总理。

## 生平
塞拉勒生于阿尔及利亚东北部城市君士坦丁，毕业于阿尔及利亚国家行政学院，先后担任阿政府内政和地方政府部长、青年和体育部长、公共工程部长、交通部长等职务，并在布特弗利卡2004年和2009年两次总统竞选中担任重要角色。在被任命为总理前，他担任水资源部长一职。
2012年9月3日，布特弗利卡总统任命阿卜杜勒-马利克·塞拉勒为新一届政府总理，接替上届政府总理艾哈迈德·乌叶海亚。